# Yuri Shtern
Yuri Stern ou Yuri Shtern (en hébreu : יורי שטרן), né le 29 mars 1949 à Moscou et mort le 16 janvier 2007 à Jérusalem, d'un cancer, est un homme politique israélien, membre du parti Israel Beytenou. À sa mort, il est député à la Knesset.
Né à Moscou, Yuri Shtern prône l'aliyah. Il immigre en Israël en 1980. Il est diplômé d'économie.
Yuri Shtern est également membre de plusieurs organisations liées au sionisme et à l'immigration.